# زورو (مسلسل رسوم متحركة 1997)
زورو (بالإنجليزية: The New Adventures of Zorro) مسلسل رسوم متحركة أمريكي من إنتاج وارنر برذرز تم عرضه لأول مره في 20 سبتمبر 1997 واستمر عرضه حتى 18 ديسمبر 1998 تمت دبلجة المسلسل للغة العربية بواسطة مركز الزهرة وعرض على قناة سبيس تون.

## طاقم العمل للدبلجة العربية بواسطة مركز الزهرة

### الممثلون
- مروان فرحات بدور (زورو)
- آمنة عمر
- أيمن السالك
- هشام كفارنة
- زياد الرفاعي
- بثينة شيا
- محمد حداقي
- رأفت بازو
- قاسم ملحو
- أنجي اليوسف
- محمد خرماشو

## فريق العمل
- الإعداد: حسان الرفاعي
- المراجعة: د.عماد الدين الرشيد
- التدقيق اللغوي: محمد شفيق البيطار
- هندسة الصوت: نديم سليمان
- المونتاج: سامر أبو حمد
- المكساج: لويس أبو عسلي
- كلمات الشارة: طارق العربي طرقان
- غناء: بسام الحسوني / طارق العربي طرقان
- تسجيل الشارة: سمير قصيباتي
- الإشراف الهندسي: م.رامز ترجمان
- الحاسوب: بسام الحسوني
- التنسيق الإداري: عماد الشيخ خالد
- المتابعة المالية: أسامة حاج محمد
- توزيع: YOUNG FUTURE (فايز الصباغ)
- الإشراف العام: مناع حجازي
- تنفيذ الدوبلاج:
  - مركز الزهرة للإنتاج الفني
  - دمشق ص.ب 31044
- الإشراف الفني: لويس أبو عسلي

## روابط خارجية
- زورو على موقع IMDb (الإنجليزية)
- زورو على موقع ميتاكريتيك (الإنجليزية)
- زورو على موقع كينوبويسك (الروسية)
- زورو على موقع قاعدة بيانات الفيلم (الإنجليزية)
- Zorro[وصلة مكسورة] at تي في دوت كوم